# 관현악을 위한 열두 개의 독일 무곡, WoO 8
《관현악을 위한 열두 개의 독일 무곡, WoO 8》은 루트비히 판 베토벤이 1795년에 작곡한 무곡 모음집이다.

## 개요
이 작품은 초연과 악보의 출판이 모두 같은 해인 1795년에 이루어졌다. 베토벤은 어린 시절 대부분의 무곡들을 썼을 때 처럼, 이 무곡들도 관현악을 위한 버전을 먼저 썼고, 그런 다음 피아노을 위한 버전을 썼다. 그가 이 작품의 오케스트라 연주에 사용한 악기는 피콜로, 포스트호른, 한 쌍의 플루트, 오보에, 클라리넷, 바순, 호른 및 트럼펫, 현악기와 팀파니와 트라이앵글을 포함한 상당한 크기의 타악기였다. 이러한 구성을 통해 그는 무대에서의 사운드를 위한 더 큰 관악기의 존재와 많은 색깔을 모두 선호했음을 쉽게 알 수 있다.

## 구성
총 연주 소요시간은 20분 정도이다.
1. 독일 무곡 (다장조)
2. 독일 무곡 (가장조)
3. 독일 무곡 (바장조)
4. 독일 무곡 (내림나장조)
5. 독일 무곡 (내림마장조)
6. 독일 무곡 (사장조)
7. 독일 무곡 (다장조)
8. 독일 무곡 (가장조)
9. 독일 무곡 (바장조)
10. 독일 무곡 (라장조)
11. 독일 무곡 (사장조)
12. 독일 무곡 (다장조)

## 관련 링크
- 관현악을 위한 열두 개의 독일 무곡, WoO 8 - 국제 악보 도서관 프로젝트(IMSLP)의 악보
- 마이클 디트리치(바이올린), 이반 디미트로프(바이올린), 권터 토마스버거(첼로), 베르너 플라이쉬만(콘트라베이스)에 의한 연주음원 on YouTube